# Christuskirche (Stadtbahn di Hannover)
La stazione di Christuskirche è una stazione sotterranea della Stadtbahn di Hannover.

## Movimento
La stazione è posta sul tracciato C, ed è servita dalle linee 6 e 11.